# Världens dåligaste språk
Världens dåligaste språk med undertiteln Tankar om språket och människan idag är Fredrik Lindströms debutbok. Den diskuterar språkets utveckling utifrån utgångspunkten att det är människorna som bestämmer hur språket ska se ut, inte de som skriver ordlistorna. Lindström framför att det är talspråket som styr skriftspråket och inte tvärtom.